# Servant's Revenge (film 1909)
Servant's Revenge è un cortometraggio muto del 1909. Il nome del regista non viene riportato nei credit del film.

## Trama
Più acida del solito, la padrona strapazza Bridget e, benché in casa sia prevista per quella sera una cena elegante, la licenzia. Bridget giura di vendicarsi: corrompe l'aiuto droghiere e cambia i suoi abiti con quelli dell'uomo. Travestita, riesce a intrufolarsi nella sua vecchia casa dove, in cucina, sabota la cena. Poi, connette il tubo della lampada a gas nella sala da pranzo con quello del tubo del giardino. Durante la cena, tutto sembra procedere per il meglio finché gli ospiti non cominciano a sentirsi a disagio. Quando poi dalle lampade a gas arrivano dei getti d'acqua, la serata è completamente rovinata e la vendetta di Bridget completa.

## Produzione
Il film fu prodotto dalla Lubin Manufacturing Company.

## Distribuzione
Distribuito dalla Lubin Manufacturing Company, il film - un cortometraggio della lunghezza di 185 metri - uscì nelle sale cinematografiche statunitensi il 18 novembre 1909. Nelle proiezioni, veniva programmato con il sistema dello split reel, accorpato in un'unica bobina con un altro cortometraggio prodotto dalla Lubin, la commedia Foiled.